# Thanh Tòng
Thanh Tòng (22 tháng 4, 1948 – 22 tháng 9 năm 2016) là nghệ sĩ cải lương nổi tiếng Việt Nam. Ông được báo chí mệnh danh là "Vua cải lương Hồ quảng". Là vị "Thống soái" của làng cải lương tuồng cổ Việt Nam.

## Cuộc đời và sự nghiệp
Ông tên thật là Nguyễn Thanh Tòng, quê ở Sài Gòn. Ông xuất thân từ gia tộc Vĩnh Xuân ban, bắt nguồn từ đoàn hát lấy theo tên tổ phụ và tổ mẫu là kép Vĩnh và đào Xuân. Ông nội ông là Nguyễn Văn Thắng, con của kép Vĩnh và đào Xuân, còn được biết với biệt danh bầu Thắng hay kép Hai Thắng, một nghệ sĩ hát bội lừng danh đầu thế kỷ 20. Thân sinh ông là nghệ sĩ Minh Tơ, tên thật là Nguyễn Văn Tơ. Tính từ bầu Thắng thì Thanh Tòng được tính là thế hệ thứ 3. Gia tộc Vĩnh Xuân ban được xem là một trong Ngũ đại gia tộc của sân khấu cải lương Việt Nam.
Thanh Tòng là người con thứ 4 trong gia đình nghệ sĩ Minh Tơ. Do ảnh hưởng gia đình, từ nhỏ ông đã sớm tiếp cận môi trường nghệ thuật. Năm lên 3 tuổi, ông lần đầu tiên trình diễn trên sân khấu cùng ông nội trong vở "Hoàng Phi Hổ quy Châu và San Hậu". Năm lên 6, ông được cha cho đi học cải lương, tân nhạc, nhảy thiết hài. Năm lên 10, ông được giao hát vai Lữ Bố trong đoàn Đồng ấu Minh Tơ. Lên 11, ông được các ký giả Sài Gòn thời đó phong cho danh hiệu "thần đồng sân khấu" và diễn được đủ vai, từ văn tới võ, hát bội cũng hay, mà ca cải lương cũng ngọt. Bất cứ nghề nào có liên quan đến sân khấu là ông đều học hỏi am tường.
Năm 14 tuổi, Thanh Tòng học đàn cổ và những trích đoạn kinh điển. Năm 20 tuổi, ông gia nhập đoàn Minh Tơ và trở thành tác giả kịch bản của nhiều vở tuồng như: Dưới cờ Tây Sơn, Thanh gươm và nữ tướng, Gió lộng bến Bình Than và con đường nghệ thuật của ông bắt đầu từ đây. Ông đã dàn dựng vở Bao Công vô lò gạch tra án Quách Hòe trên sân khấu Khánh Hồng - Minh Tơ như khởi nghiệp cho nghề đạo diễn về sau.
Ông để lại ấn tượng sâu sắc trong khán giả với nhiều vai diễn đa tính cách. Năm 1968, báo chí thời đó phong ông là "Vua cải lương Hồ quảng". Những vở Phạm Lãi – Tây Thi và Võ Tòng sát tẩu của ông được khán giả yêu thích.
Năm 2007, Thanh Tòng được trao tặng danh hiệu Nghệ sĩ Nhân dân.
Ông qua đời sáng 22 tháng 9 năm 2016 tại Thành phố Hồ Chí Minh, hưởng thọ 68 tuổi (do bệnh gout ảnh hưởng đến tim, thận và thấp khớp).

## Gia đình
Thanh Tòng thuộc thế hệ thứ tư của đại gia đình cải lương tuồng cổ nổi tiếng ở miền Nam. Ông nội của Thanh Tòng là bầu Thắng, còn cha là nghệ sĩ Minh Tơ. Chị em ruột của ông có Xuân Yến, Thanh Loan, Minh Tâm, Thanh Sơn, Xuân Thu và Công Minh. Các tên tuổi như: Bạch Lê, Bạch Lựu, Bạch Lý, Bạch Long, Thành Lộc và đạo diễn Phượng Hoàng. là em cô cậu ruột của ông. Tú Sương, Trinh Trinh và Thanh Thảo là các cháu của ông. Kim Tử Long (chồng Trinh Trinh) là cháu rể của ông. Nghệ sĩ nhân dân Quế Trân là con gái ruột của nghệ sĩ Thanh Tòng.

## Những vở cải lương ông đã tham gia
- Tô Ánh Nguyệt
- Đời cô Lựu
- Lữ Bố hí Điêu Thuyền
- Thần nữ dâng ngũ linh kỳ
- Phụng Nghi Đình
- Bức ngôn đồ Đại Việt
- Gánh cải Trạng nguyên
- Lý Đạo Thành xử án Thượng Dương
- Thầy bói gả con (vai thầy bói)